# Эль Мокеддем, Хаким
Хаким эль Мокеддем (фр. Hakim El Mokkedem; родился 15 февраля 1999 года, Ним, Франция) — французский футболист алжирского происхождения, полузащитник клуба «Тулуза».

## Клубная карьера
Эль Мокеддем — воспитанник клуба «Тулуза». 15 сентября 2018 года в матче против «Монако» он дебютировал в Лиге 1.

## Международная карьера
В 2016 года в составе юношеской сборной Франции эль Мокеддем принял участие в юношеском чемпионате Европы в Азербайджане. На турнире он сыграл в матчах против команд Англии, Дании и Швеции.